# Terui Atsushi
Atsushi Terui (sinh ngày 19 tháng 7 năm 1980) là một cầu thủ bóng đá người Nhật Bản.

## Sự nghiệp câu lạc bộ
Atsushi Terui đã từng chơi cho Shonan Bellmare.